# Jörg Schlegel
Jörg Schlegel (* 16. November 1940 in Braunsberg, Ostpreußen; † 20. September 2010 in Berlin) war ein deutscher Wirtschaftsfunktionär. Von 1975 bis 1981 war er Staatssekretär in Berlin.

## Leben
Jörg Schlegel studierte an der Freien Universität Berlin und schloss 1966 als Volkswirt ab. Im gleichen Jahr nahm er eine Stelle beim Bundeskartellamt an. 1969 wurde Schlegel hier Pressesprecher und 1971 zusätzlich Personalchef.
1975 wurde Jörg Schlegel als Staatssekretär in die Senatsverwaltung für Wirtschaft und Verkehr berufen. Mit dem Rücktritt des sozial-liberalen Senats unter dem Regierenden Bürgermeister Dietrich Stobbe wurde Schlegel in den einstweiligen Ruhestand versetzt.
1983 übernahm Schlegel die Geschäftsführung des Berliner Landesverbandes Freier Wohnungsunternehmen. 1988 wurde er stellvertretender Hauptgeschäftsführer der Industrie- und Handelskammer (IHK) in Berlin. Gleichzeitig wurde er Geschäftsführer der IHK-Tochtergesellschaft BAO Berlin International (Büro für Arbeits- und Organisationspsychologie). Beide Positionen behielt er bis zum Eintritt in den Ruhestand und wurde zu einer Schlüsselfigur für die Berliner Wirtschaft in den Jahren nach der Deutschen Wiedervereinigung.